# Centaurea eriophora
Centaurea eriophora es una especie de planta perenne perteneciente a la familia  de las asteráceas. 

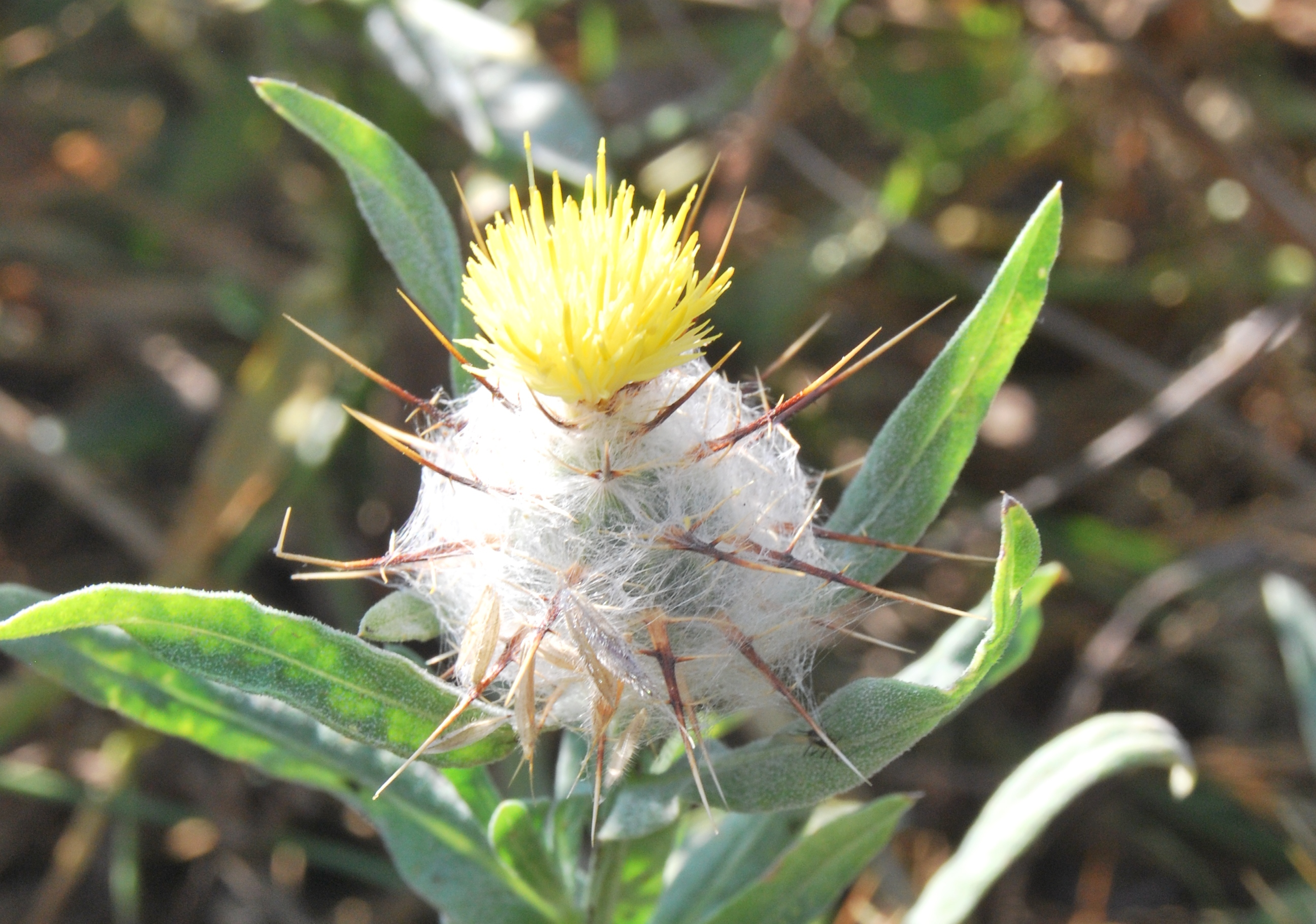
Detalle

## Descripción
Es una planta anual. Los tallos alcanzan un tamaño de 15-70 cm de altura, erectos, alados, con ramas divaricadas en la mitad superior, generalmente cano-aracnoideos. Hojas decurrentes, cano-aracnoideas, rara vez subglabras; las inferiores oblanceoladas, de enteras a pinnatífidas; las superiores lineares o linear-lanceoladas. Capítulos con hojas involucrantes, solitarios, terminales, a veces axilares en la mitad inferior del tallo. Involucro de  20 x 20 mm, subgloboso, blanco-aracnoideo. Brácteas externas y medias ovado-elípticas; apéndice de 13-19 mm, lanceolado, espinoso, no decurrente, generalmente pardo o purpúreo, con 4-6 espinas laterales de hasta 5 mm en la mitad inferior. Flores hermafroditas, amatillas, con tubo de 9-10 mm y limbo de 7,5-8 mm. Aquenios de c. 4 x 2,4 mm, ovoideos, ligeramente comprimidos, escasamente vilosos, generalmente negro-brillantes; hilo cárpico lateral, cóncavo, glabro. Vilano de 6-8 mm, escábrido, negruzco. Florece y fructifica de (abril) mayo a junio.

## Distribución y hábitat
Se encuentra en pastizales y matorrales sobre suelos básicos en España en Los Alcores, Litoral onubense, Campiña Baja, Campiña Alta. Subbética. En el sur de Portugal (Algarve), Norte de África (Argelia, Marruecos), Macaronesia (Canarias.

## Taxonomía
Centaurea eriophora fue descrita por Carolus Linnaeus y publicado en Species Plantarum 916. 1753.
Citología
Número de cromosomas de Centaurea eriophora (Fam. Compositae) y táxones infraespecíficos: 2n=24
Etimología
Centaurea: nombre genérico que procede del Griego kentauros, hombres-caballos que conocían las propiedades de las plantas medicinales.
eriophora: epíteto latino que significa "lanosa".
Sinonimia
- Calcitrapa eriophora (L.) Moench
- Cyanus eriophorus Gaertn.
- Eriopha eriopha Hill
- Jacea pratensis Lam.[5]

## Nombres comunes
- Castellano: cardo enmarañado, cardo lanudo.[6]